# Taxithelium compressicaule
Taxithelium compressicaule är en bladmossart som beskrevs av Brotherus 1897. Taxithelium compressicaule ingår i släktet Taxithelium och familjen Sematophyllaceae. Inga underarter finns listade i Catalogue of Life.